# Lata von Brandis

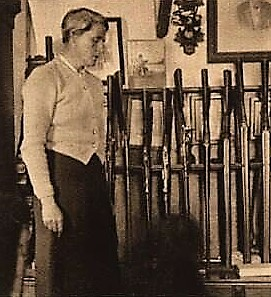
Lata von Brandis, 1938

Maria Immaculata Gräfin Brandis (auf Tschechisch Brandisová, genannt Lata, * 26. Juni 1895 in Schloss Schäfferów, Österreich-Ungarn; † 12. Mai 1981 auf Schloss Reiteregg, Österreich) war eine tschechische Rennreiterin. Sie ist die einzige Frau, die bisher das Steeplechase von Pardubice gewann. Sie stammte aus einer adligen Familie und hatte insgesamt acht Geschwister, darunter ihre Zwillingsschwester Christine.

## Familie

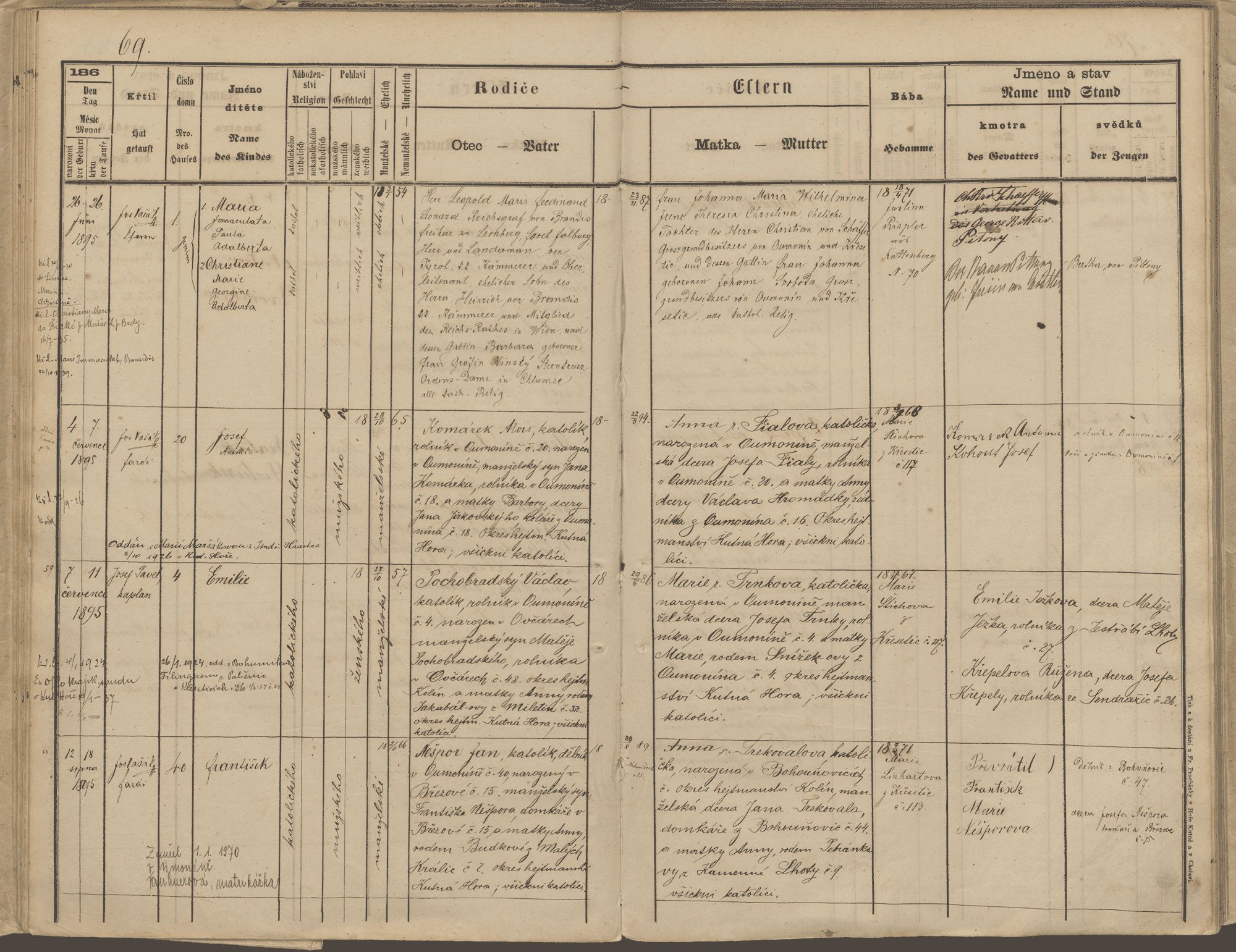
Marie Brandisová birth record

Die Familie Brandis kann bereits im 12. Jahrhundert nachgewiesen werden. 1641 wurde sie in den Rang von Grafen erhoben. Latas Vater Leopold Graf Brandis (1854–1928), kaiserlicher Kammerherr und Oberstleutnant der Husaren, war der Sohn des Grafen von Tirol Heinrich Brandis und Barbara Kinsky. Im November 1887 heiratete er Johanna von Schäffer (1871–1927). Er gründete eine eigene Pferdezucht. 1897 zog die Familie in ein Schloss in Řitka in der Nähe von Prag. Das Schloss gehörte zu Johanna Schaffers Mitgift. Lata und Christine lernten im Alter von acht Jahren einen Buggy zu fahren. Lata bewunderte ihren berühmten Großonkel Octavian Kinsky. Im Jahr 1916 war ihr erster Start bei einem Pferderennen, der mit einem bösen Sturz endete. Pferderennen waren zu dieser Zeit eine männliche Domäne, so dass die Teilnahme der Komtesse Brandisová nicht überall Zustimmung fand.

## Die Zusammenarbeit mit Kinský
1926 wurde Brandis von ihrem Cousin Zdenko Radslav Kinsky (1896–1975), einem Neffen von Octavian, auf die Burg Orlik eingeladen, wo er für Jagden und Hindernisrennen Kinsky-Pferde züchtete. 1927 ritt sie zum ersten Mal das große Steeplechase von Pardubice mit der Stute Nevěsta und erreichte den 5. Platz. Ihre Teilnahme löste Proteste aus, weil das Rennen als zu schwer für eine Frau angesehen wurde, außerdem sei es gegen die Ehre der teilnehmenden Offiziere gewesen, sich mit einer Frau zu messen. Es war den Offizieren peinlich, von einer Frau geschlagen zu werden. Nach dem Tod ihrer Mutter widmete sich Lata Brandis in den Jahren 1927 und 1928 ihrer Familie. 1930 erreichte sie mit dem Hengst Norbert den vierten Platz in Pardubice und ein Jahr später wurde das Paar Dritte.

## Lata und Norma
1933 nahm Brandis erstmals mit der sechsjährigen Stute Norma in Pardubice teil und erreichte den dritten Platz. Ein Jahr später wurde das Paar Zweite, drei Längen hinter der von Heinrich Wiese gerittenen siegreichen deutschen Stute Wahne. 1935 wurden Lata und Norma Fünfte. Da mehrere Jahre hintereinander deutsche Reiter gewonnen hatten, war der Wunsch nach einem tschechischen Siegerpaar sehr groß. Daher startete Norma 1936 mit einem männlichen Reiter, D. Pogliagu, mit dem sie den fünften Platz erreichte. Wiederum siegte der Deutsche Oscar Lengnikem. Kinsky wollte die Stute in die Zucht nehmen, Brandis überzeugte ihn jedoch davon, sie noch ein weiteres Jahr zu trainieren.

## Das Steeplechase von 1937
Das 56. große Steeplechase Pardubice fand am 14. Oktober 1937 statt. Zwischen der Tschechoslowakei und Deutschland gab es starke Spannungen. Daher war es von nationalem Interesse, die deutsche Siegesserie zu beenden. Der Favorit war der deutsche Vorjahressieger Oscar Lengnikem, der jedoch am Taxis-Graben stürzte und sich das Schlüsselbein brach. Der feuchte und rutschige Boden erwies sich als Vorteil für die leichte Stute Norma, die vorsichtig taktierende Lata Brandis gewann in den Kinski-Farben weiß-rot mit sieben Längen Vorsprung. Zur großen Freude des Publikums siegte somit ein tschechisches Paar und Lata Brandis erhielt den Ehrennamen „Unsere Liebe Frau“. Lata Brandis gewann als erste Frau das Steeplechase von Pardubice. In den nächsten neun Jahren wurde das Steeplechase aufgrund der deutschen faschistischen Okkupation und des Zweiten Weltkriegs nicht ausgetragen.

## Zweiter Weltkrieg
Im Zweiten Weltkrieg lebte sie mit ihren Schwestern Christine, Jane, Margaret und Gabriela auf dem Schloss in Řitka. Sie wurde Krankenschwester und lehnte es ab, Deutsch zu sprechen. Den Gütern wurde eine Zwangsverwaltung auferlegt. Lata trainierte weiterhin für Hindernisrennen. Gemeinsam mit ihrer Schwester Christine pflegte sie verwundete Rotarmisten. 1945 brannten die Stallungen und ihr ehemaliger Trainer Karel Šmejda wurde erschossen.

## Nachkriegszeit
Nach dem Zweiten Weltkrieg fand am 20. Oktober 1946 das erste Mal wieder das Steeplechase von Pardubice statt. Lata von Brandis ritt den Hengst Nurmi und brach sich bei einem Sturz das Schlüsselbein. Im Jahr darauf stürzte sie schwer mit Othello und brach sich zwei Rippen. 1948 startete sie nicht, weil das Trainingsgelände von Kinski verstaatlicht wurde. 1949 trat sie mit der Stute Nina ein letztes Mal beim Steeplechase von Pardubice an. Sie stürzte schwer beim Schlangengraben und erlitt einen Schädelbruch, eine komplizierte Fraktur des linken Beines, mehrere gebrochene Rippen, einen Schlüsselbeinbruch und Verletzungen an der Wirbelsäule. Sie lag eine Woche im Koma. Der Unfall bedeutete das Ende ihrer reiterlichen Karriere und sie musste zeitlebens mit einem Stock gehen. Lata starb 1981, im Alter von 85 Jahren.

## Ergebnisse vom Steeplechase von Pardubice
1927 (Nevěsta) – 5 

1930 (Norbert) – 4 

1931 (Norbert) – 3 

1933 (Norma) – 3 

1934 (Norma) – 5

1937 (Norma) – 1 

1946 (Nurmi) – nicht beendet 

1947 (Othello) – nicht beendet

1949 (Nina) – nicht beendet